# Balee Paloh
Balee Paloh is een bestuurslaag in het regentschap Pidie van de provincie Atjeh, Indonesië. Balee Paloh telt 157 inwoners (volkstelling 2010).